# Lubni

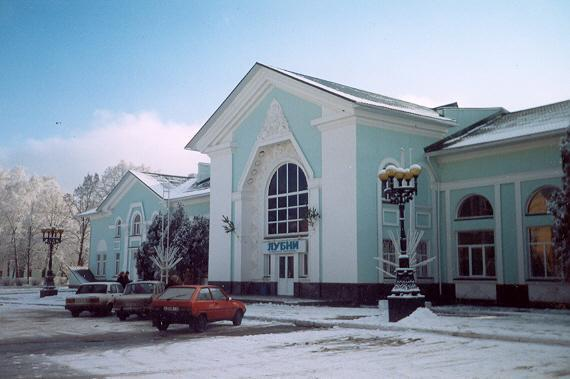

Lubni (em ucraniano: Лубни) é a cidade em Poltava (óblast), é o centro administrativo de Lubenskiy Raion. Tinha uma população 52 600 (1999).